# Phygadeuon punctiger
Phygadeuon punctiger là một loài tò vò trong họ Ichneumonidae.